# Raddoppiamento fonosintattico
In linguistica, il raddoppiamento (fono)sintattico (anche geminazione sintagmatica, raddoppiamento sintagmatico o rafforzamento (fono)sintattico o, ancora, cogeminazione) è un fenomeno di sandhi esterno, tipico della lingua italiana (italiano standard, italiano regionale del centro e del sud e relativi dialetti) e della lingua finlandese. Consiste nel raddoppiamento subìto nella pronuncia dalla consonante iniziale di una parola in alcuni contesti sintattici.

## In italiano
- <andiamo a casa> [anˈdjaˑmo akˈkaːza]
- <detto fra le righe> [ˈdetto ˌfra(l)leˈriːɡe]
- <non so che cosa faremo> [nonˌsɔkkekˈkɔˑza faˈreːmo]
- <parlerà Sara>, <parlerà Daniele> [parleˌrasˈsaːra], [parleˌraddaˈnjɛːle]

Nel primo esempio, la parola casa viene interessata dal raddoppiamento. Si tratta di un fenomeno legato non esclusivamente alla pronuncia ma, come suggerisce il nome, anche alla sintassi. Infatti, la catena del parlato normalmente non prevede pause tra le parole: la pronuncia delle parole può quindi essere influenzata dalla loro posizione nella frase. Nel caso più tipico, il raddoppiamento è dovuto alla presenza, prima della consonante raddoppiata, di un monosillabo oppure di una sillaba accentata (nel primo e nel secondo esempio, la consonante rinforzata è preceduta da una preposizione).
Il fenomeno è tipico dei dialetti toscani, centrali, meridionali e meridionali estremi e del relativo italiano regionale, mentre è assente nei dialetti settentrionali e nel relativo italiano regionale. Poiché è regolare nei dialetti toscani e centrali, fa parte della pronuncia normativa (ortoepia) dell'italiano standard, tanto da essere insegnato nelle scuole di dizione, oltre ad essere rintracciabile nella grafia univerbata di diverse parole, evolutesi da locuzioni fisse: affinché, appunto, apposta, appena, davvero, ovvero, sicché, soprattutto, giammai, cosiddetto, frattanto, lassù, ammodo, neppure, sebbene, ossia ecc.

### Origine e diffusione geografica
L'origine del raddoppiamento sintattico è da attribuire all'assimilazione di consonanti finali latine:
- (lat.) Ad Brundisium > (it.) A Brindisi

In pratica, nell'esempio avremmo l'incontro tra una d ed una b, il quale porterebbe alla formazione di una b doppia.
Il raddoppiamento fonosintattico, in quanto fenomeno tipico della lingua parlata, non presenta una fenomenologia uniforme in tutte le varietà regionali dell'italiano. Diversamente dalla norma scritta, più facilmente interiorizzabile perché inequivocabilmente fissata sulla pagina (stampata, web, ecc.), le regole del raddoppiamento fonosintattico vengono variamente interferite nelle diverse regioni dalle norme dialettali soggiacenti. Così, ad esempio, il rinforzamento si effettua soprattutto a sud della linea La Spezia-Rimini, poiché a nord di essa i dialetti tendono a evitare le consonanti doppie, mentre nell'Italia meridionale, dove a livello dialettale si riscontrano sistemi di raddoppiamento, si tende ad applicare il raddoppiamento anche dove la lingua standard non lo prevede. Viceversa, al nord si tende a scempiare anche le consonanti doppie ove previste dalla lingua standard.
Il suo uso regolato fa parte della lingua standard ed è sicuramente uno dei punti di maggior interesse per i programmi dei corsi di dizione rivolti a giornalisti, attori ecc. Due sono i più autorevoli strumenti su cui verificare la congruenza di una pronuncia (compreso il rinforzamento fonosintattico) con quella standard: il Dizionario di Ortografia e di Pronunzia di Bruno Migliorini, Carlo Tagliavini e Piero Fiorelli (che riporta la pronuncia classica), e il Dizionario di Pronuncia Italiana di Luciano Canepari (per lo standard moderno).
All'interno di parlate specifiche ristrette ad isolati contesti geografici, il raddoppiamento fonosintattico può avere valore fonetico distintivo, ovvero la sua presenza o assenza determina una differenza di significato. Ad esempio, è stato dimostrato da Biberauer e D'Alessandro (2007) che la costruzione passiva in abruzzese è unica, in quanto è ottenuta dal raddoppiamento della prima consonante della parola che segue l'ausiliare passivo: ‘So viste’ (forma attiva) ma ‘So vviste’ (forma passiva).

### Casi tipici in italiano standard
Il raddoppiamento avviene soprattutto:
1. quando la consonante è preceduta da una parola tronca (polisillabo ossitono)
La città nuova /latʃitˌtanˈnwɔːva/
2. quando la consonante è preceduta da un monosillabo forte (uscente in vocale, non in dittongo discendente), oppure il monosillabo è usato metalinguisticamente[non chiaro][senza fonte]
Andiamo a casa /anˈdjaˑmo akˈkaːza/
3. quando la consonante è preceduta dalle parole come, dove, qualche, sopra
come va? /ˌkoˑme(v)ˈva/; dove sei? /ˌdoˑve(s)ˈsɛi̯/; qualche volta /ˌkwalke(v)ˈvɔlta/; sopra la tavola /ˌsoˑpra(l)laˈtaːvola/
4. con le parole: dio, dei, dea, dee quando precedute da vocale; Maria in Ave Maria; e Santo in Spirito Santo (ma esistono anche le varianti senza raddoppiamento)[5]
mio Dio /ˌmiˑo(d)ˈdiːo/; /ˌaˑve(m)maˈriːa/; /ˌspiˑrito(s)ˈsanto/

Adoperando la terminologia del fonetista Canepari, i casi 1, 2 e 3 sono detti di cogeminazione, mentre il 4 di pregeminazione. Non tutti i monosillabi sono geminanti (esempio, l'articolo determinativo lo rifiuta): non provocano il raddoppiamento fonosintattico gli articoli e i pronomi clitici (lo, la, li, le, eccetera). Inoltre non tutte le parole sono geminabili: esistono cioè parole che, ad esempio, pur seguendo un monosillabo geminante, non raddoppiano l'iniziale consonantica, e ne esistono poi altre (dette "autogeminanti") che invece raddoppiano anche se non precedute da una parola geminante.
Per ciascun dialetto e per ciascuna forma d'italiano regionale non varranno comunque le stesse regole del dialetto fiorentino o dell'italiano neutro. Tuttavia, la maggioranza dei casi è la stessa in tutta l'Italia centro-meridionale.

### Monosillabi cogeminanti
I monosillabi producenti raddoppiamento sono tutti sillabe aperte, finenti in vocale o con dittongo ascendente (i monosillabi con dittongo discendente, es. poi, non producono raddoppiamento); questi ultimi, in genere, possiedono già un accento scritto che, come nei polisillabi, indica già l'obbligatorietà del raddoppiamento così come avviene per quelli monovocalici con accento distintivo.
La lista dei monosillabi italiani è la seguente:
- Verbi

(essere) è, fu; (avere) ho, ha; (andare) vo (tosc., lett.), va (ind., imp.); (dare) do, dà (ind.,), da (imp.), diè (ant.); (fare) fo (lett.), fa (ind., imp.), fé (ant.); (sapere) so, sa; (stare) sto, sta (ind., imp.), stiè (ant.); (potere) può; (dire) dì.
- Congiunzioni

che (o ché), e, ma, né, o, se.
- Pronomi

che, chi, ciò, sé, tu, me, te (questi ultimi, da non confondere con le varianti delle particelle mi e ti davanti ai proclitici lo, la, li, le, ne).
- Preposizioni

a, da, su, tra, fra; nonché le preposizioni de e ne usate in poesia.
- Avverbi

su (o sù) e giù; qui e qua, lì e là; sì e no; già; più; 've (dove) (lett.); mo (adesso) (region.).
- Sostantivi
  - blu, co, dì, gru (animale e macchina), gnu, pro (giovamento), re, sci, tè, tre;
  - i troncamenti: fé(de), fra(')(te), a mo'(do) di, pre(')(te), piè(de) [non prevedono raddoppiamento po'(co) e pro'(de) (valoroso)];
  - i nomi delle lettere: a, bi, ci, di, e, gi, i, o, pi, qu (o cu), ti, u, vu, vi (ma anche gli antichi be, ce, de, ge, pe, te, ve, ca); le greche: mi, chi, ni, csi, pi, ro, fi, psi;
  - Nomi delle note musicali: do, re, mi, fa, la, si.

### Univerbazione e raddoppiamento
Talvolta il raddoppiamento è visibile anche a livello ortografico. Questo si verifica ad esempio in alcune parole composte (contraccolpo, soprattutto, sopralluogo) in cui la consonante viene scritta due volte. Si tratta comunque di un'eccezione alla regola, anche se interessante per spiegare il raddoppiamento di l in alcune preposizioni articolate (delle, allo, dalla, eccetera).
Nelle parole che hanno subito un processo di univerbazione, il raddoppiamento fonosintattico è presente quindi anche graficamente. Di seguito la lista di alcune parole lemmatizzate dai dizionari che presentano il raddoppiamento fonosintattico.
- a

abbasso, abbastanza, abbenché, accanto, accapo, acché, acciò, acciocché, addentro, addì, addietro , addirittura, addosso, affinché, affine, affondo, affresco, allato, allesso, ammeno, ammenoché, ammodo, appena, apparte appetto, appiè, appieno, apposta, appostissimo, appresso, appuntino, appunto, arrivederci, assolo, attorno, attraverso, avvenire, beccafforbice, fantappiè, finattantoché, oltracciò, pressappoco.
- che

anzichennò, checché, checchessia, chicchessia, dovecchessia, dondecchessia, chessò, purchessia, quandochessia.
- chi

chicchessia, chissisia, chissà, chissacché, chissacchì, chissadove, chissammai, chissenefrega, chivvalà.
- ciò

acciocché, ciocché, cionnonostante, conciossiaché, conciossiacosaché, imperciocché, perciocché.
- come

comecchessia.
- contra-

contrabbalzo, contrabbando, contrabbasso, contraccambio, contraccarico, contraccettivo, contraccolpo, contraddanza, contraddire, contraddistinguere, contraffare, contraffilo, contrafforte, contraggenio, contrappasso, contrappeso, contrapporre, contrapposizione, contrappunto, contrassegno, contrassoggetto, contrattempo, contravveleno.
- così

cosicché, cosiddetto, cosiffatto.
- da

dabbasso, dabbene, dabbenuomo, daccanto, daccapo, dacché, daddovero, dallato, dappertutto, dappiè, dappiede, dappiù, dappocaggine, dappoco, dappoi, dappoiché, dappresso, dapprima, dapprincipio, dattorno, davvero.
- dio

addio, Iddio, bendiddio, giuraddio, magariddio, oddio, piacciaddio, pregaddio, santiddio, vivaddio.
- dove

dovecchessia.
- e

altrettale, altrettanto, ebbene, eccome, epperò, eppoi, eppure, evviva.
- fa

fabbisogno.
- fra

frammescolare, frammettere, frammezzare, frammischiare, frammisto, frapporre , frapposizione, frapposto, frattanto, frattempo.
- già

giacché, giammai.
- là

laddove, laggiù, lassù.
- ma

macché, massì.
- né

nemmanco, nemmeno, neppure, nevvero.
- no

nossignore.
- o

oppure, ovvero, ossia, ovverosia.
- ogni

Ognissanti.
- però

perocché, imperocché.
- più

piuccheperfetto, piucché, piuttosto.
- qua

quaggiù, quassù.
- se

sebbene, semmai, sennò, sennonché, seppure.
- sì

sibbene, sicché, siccome, siffatto, sissignore.
- sopra

sopraccalza, sopraccapo, sopraccarta, sopraccassa, sopraccielo, sopracciglio, sopracciò, sopraccitato, sopraccoda, sopraccollo, sopraccolore, sopraccoperta, sopraddetto, sopraddote, sopraffare, sopraffilo, sopraffino, sopraffusione, sopraggitare, sopraggiungere, sopraggravio, sopralluogo, soprammanica, soprammano, soprammattone, soprammenzionato, soprammercato, soprammettere, soprammobile, soprammondo, soprannaturale, soprannome.
- sovra-

sovrabbondare, sovraccaricare, sovrannazionale.
- su

succitato, suddetto, sullodato, summentovato, summenzionato, suppergiù, suvvia.
- tre

treppiede, trepponti, tressette.

## In finlandese
In finlandese il fenomeno si chiama rajageminaatio (o anche rajakahdennus, alku- o loppukahdennus).
È innescato da alcuni morfemi, che raddoppiano la consonante successiva oppure provocano l'aggiunta di una occlusiva glottidale sorda lunga prima di una vocale. Per esempio, mene pois (andare via) si pronuncia [meneppois], mentre mene ulos (andare fuori) si pronuncia [meneʔʔulos].